# Quintana de Sanabria
Quintana de Sanabria es una localidad española del municipio de Cobreros, en la provincia de Zamora y la comunidad autónoma de Castilla y León.
Se encuentra ubicado en la comarca de Sanabria, al noroeste de la provincia. Pertenece al municipio de Cobreros, junto con las localidades de: Avedillo de Sanabria, Barrio de Lomba, Castro de Sanabria, Cobreros, Limianos de Sanabria, Riego de Lomba, San Martín del Terroso, San Miguel de Lomba, San Román de Sanabria, Santa Colomba de Sanabria, Sotillo de Sanabria y Terroso.
Quintana se encuentra situado en pleno parque natural del Lago de Sanabria, el mayor lago de origen glaciar de España, además de un espacio natural protegido de gran atractivo turístico.

## Situación
Quintana se encuentra situado en el noroeste de la provincia de Zamora, en la comarca de Sanabria. Se sitúa a poco más de 5 km de Cobreros, localidad en la que se asienta la sede del municipio. 
Su término se encuentra situado muy cerca del  Lago de Sanabria, el mayor lago de origen glaciar de España, además de un espacio natural protegido de gran atractivo turístico.
| Noroeste: Limianos              | Norte: Galende             | Noreste: Galende         |
| Oeste: Limianos                 |                            | Este: Ilanes             |
| Suroeste: San Román de Sanabria | Sur: San Román de Sanabria | Sureste: Barrio de Lomba |

## Historia
Durante la Edad Media Quintana de Sanabria quedó integrado en el Reino de León, cuyos monarcas habrían acometido la repoblación de la localidad dentro del proceso repoblador llevado a cabo en Sanabria. Tras la independencia de Portugal del reino leonés en 1143 la localidad habría sufrido por su situación geográfica los conflictos entre los reinos leonés y portugués por el control de la frontera, quedando estabilizada la situación a inicios del siglo XIII.
Posteriormente, en la Edad Moderna, Quintana fue una de las localidades que se integraron en la provincia de las Tierras del Conde de Benavente y dentro de esta en la receptoría de Sanabria. No obstante, al reestructurarse las provincias y crearse las actuales en 1833, la localidad pasó a formar parte de la provincia de Zamora, dentro de la Región Leonesa, quedando integrado en 1834 en el partido judicial de Puebla de Sanabria.
Finalmente, en torno a 1850, el antiguo municipio de Quintana de Sanabria se integró en el de Cobreros.

## Demografía
El número de habitantes ha ido descendiendo de modo paulatino desde la mitad del siglo XX, llegando a los 56 empadronados en 2016 según el INE.

## Sociedad
Tradicionalmente los habitantes de este pueblo se han dedicado a la agricultura y ganadería. 
También y durante casi 30 años se desarrolló una industria de serrería y carpintería de la mano de la familia Rodríguez Ferrero. Los camiones con madera, las máquinas de serrar movidas inicialmente por el agua del río Truchas y posteriormente por maquinaria diésel daban un cierto aspecto industrial a la Veiga, la entrada del pueblo.
Desde mediados del siglo XX la mayor parte de la población joven comenzó a emigrar, preferentemente a Madrid y otras provincias de España.

## Arquitectura
Dispone de numerosas muestras notables de la arquitectura rural de la comarca, con viviendas de cuidada mampostería. Dos importantes edificios religiosos se alzan en el pueblo, como son la ermita de San Julián y la iglesia parroquial de San Pelayo, esta última situada entre un denso bosque de castaños.at
También se puede vistar en el pueblo una "Casa Típica Sanabresa", recientemente rehabilitada por la Junta, en la que se puede ver con todo detalle la forma de vida tradicional y las diferentes estancias que componían la vivienda rural tradicional de la zona, casa, cuadras, pajar, corral, etc.
Así mismo en el pueblo hay varios hornos tradicionales bien conservados, se puede ver donde de hacia el tradicional pan de centeno. (Para verlo preguntar por el/la vecino/a que tiene la llave)
Hay también varias fuentes semejantes a otras existentes en toda la comarca, con manantial y zona donde los vecinos recogían el agua para sus casas, que transpotaban en cubos o botijos y otra zona o "poza", que cumplía una doble función, como abrevadero para los animales y también como depósito de agua para regar las huertas (Guerto) cercanas, cuya agua circulaba hasta los mismos por unos pequeños canales (Gueras).

## Senderismo
Desde el pueblo salen numerosos caminos tradicionales ideales para hacer rutas de senderismo, con estupendas vistas y atraveando bosques de robles, castaños etc, todos están perfectamente señalizados .
- Al lago de Sanabria(aprox.60 min/ida/dificultad media).
- A la cascada de Sotillo (aprox. 120 min/ida/baja hasta Sotillo y desde Sotillo a Cascadas media/alta).
- A Galende (Aprox 45 min/baja)
- A  la laguna de los Peces y Pico Boubela (media/alta.Aprx 90 min/ida y 40 minutos más al lago de Sotillo, pudiendo descender hacia el pueblo de Sotillo o en la vertiente opuesta hacia Ribadelago).

Existen varios castaños centenarios, quizá el más fácil de observar se encuentra justo al final del pueblo, arriba del todo, justo donde termina el asfaltado, se puede llegar en coche, y unos cien metros antes a la derecha hay otro ya muerto en una finca particular.
En algunas piedras de la zona, hay lo que se llama la huella del caballo de Santiago, que algunas personas identifican con posibles divisiones territoriales en época romana o anterior.
En las proximidades existe los restos enterrados de lo que parece pudo ser un castro celta, si bien está semi-enterrado y no 
ha sido puesto en valor por la Junta.